# ناصر سيباغالا
ناصر نتيجي سيباغالا (بالإنجليزية: Nasser Sebaggala)‏ (15 نوفمبر 1947 - 26 سبتمبر 2020)، هو رجل أعمال وسياسي أوغندي شغل منصب عمدة كمبالا من عام 2006 إلى عام 2011. وكان مرشحًا رئاسيًا مستقلاً في الانتخابات العامة لعام 2006 قبل الانسحاب والانضمام إلى سباق رئاسة بلدية كمبالا. 

## روابط خارجية
- نفس العمدة ، الحزب الجديد - مقابلة مع سيباجالا
- يصر سيا على أن MTN تدفع 8 مليارات شلن (تقريبًا: 3 ملايين دولار أمريكي) مقابل صوته
- سيا تفوز بمعركة الحضانة لأوري لوف تشايلد